# Armengol Ondo Nguema
Armengol Ondo Nguema é o irmão mais novo do presidente guinéu-equatoriano Teodoro Obiang, bem como chefe do departamento de segurança do presidente.
Ele foi, até recentemente, o chefe da segurança nacional e o homem mais influente do regime. Pode ter sido forçado a se retirar desta posição devido a suas ligações com os negócios de Nick du Toit, que foi um dos protagonistas de um golpe de Estado fracassado em 2004. Nguema é co-proprietário da Triple Options, uma empresa de segurança, com du Toit. O filho do presidente e herdeiro aparente, Teodorín Nguema Obiang, teria atacado o tio depois de descobrir a ligação.  Opositor acérrimo à sucessão de seu sobrinho para a presidência, se apresenta como um candidato capaz de desencadear uma mudança em sucessão. Tem sido suspeito de estar fortemente envolvido nos muitos abusos dos direitos humanos que ocorrem na Guiné Equatorial.